# Hartmannsdorf b. Kirchberg
Hartmannsdorf b. Kirchberg, Hartmannsdorf bei Kirchberg − miejscowość i gmina w Niemczech, w okręgu administracyjnym Chemnitz, w powiecie Zwickau, wchodzi w skład wspólnoty administracyjnej Kirchberg.